# ヴォラティリティ (政治)
ヴォラティリティは、政治学では、選挙で政党システムが受けた変化の度合いを示す指標である。一選挙のおこした変化の度合いを測るほか、一連の多くの選挙の値を平均して、その政党システムの不安定さを測るために用いる。英語の volatility に由来し、英語でこの単語は「うつろいやすさ」「揮発性」を意味する。
「選挙ヴォラティリティ」として、1979年にペダースン (Mogens Pederson) によって提唱された。1990年にはこれを用いてバルトリニ(Stefano Bartorini)  とメイア (Peter Mair) が西欧諸国の100年分の選挙についてヴォラティリティを計測した研究を出版した。計算方法が簡単で、入手しやすい資料にもとづくことから、1990年代に政治学の基本的分析用具として定着した。
計算方法は、連続した2つの選挙の得票率を比べ、得票率を伸ばした政党の増加得票数をすべて足し合わせ、それを全得票数で割り、100をかける。別の言い方をすれば、増えた政党についてだけ、得票パーセントの増加ポイントを合計する。減った政党の減少ポイントを合計しても、増減両方の変化ポイントを足し合わせて2で割っても同じ値を得られる。
大雑把にいって、10以下におさまるのが普通の選挙で、15を越えれば大きな変動だと受け止められる。長期の平均値が20を越える政党システムは不安定さを抱えている。

## 計算例: 日本の1993年衆議院議員選挙
| 政党名           | 1990年の得票率(%) | 1993年の得票率(%) | 増加分 |
| 自由民主党       | 46.1              | 36.6              | -      |
| 日本社会党       | 24.4              | 15.4              | -      |
| 公明党           | 8.0               | 8.1               | 0.1    |
| 日本共産党       | 8.0               | 7.7               | -      |
| 民社党           | 4.8               | 3.5               | -      |
| 新生党           | -                 | 10.1              | 10.1   |
| 日本新党         | -                 | 8.0               | 8.0    |
| 新党さきがけ     | -                 | 2.6               | 2.6    |
| その他           | 1.4               | 0.9               | -      |
| 無所属           | 7.3               | 6.9               | -      |
| ヴォラティリティ |                   |                   | 20.8   |

1993年の方が数値が大きい場合だけ、その値から左の1990年の数値を引いて差を出す。各党につきこの計算をした後で、全部を足し合わせると、1993年選挙のヴォラティリティが得られる。20.8は高い数値で、この選挙では非自民党勢力による細川内閣が生まれ、自民党が下野した。